# Суворов, Николай Семёнович
Николай Семёнович (Симонович) Суворов (1848—1909) — русский юрист, ординарный профессор церковного права Императорского Московского университета. Считается основоположником в России науки церковного права. Автор многократно переизданного «Учебника церковного права».

## Биография
Родился в бедной многодетной (10 детей) семье дьякона в селе Затугомье в Солигаличском уезде Костромской губернии. Первоначальное образование получил в Солигаличском духовном училище, которое окончил с отличием, и Костромской духовной семинарии, где был первым учеником. После окончания семинарии в 1868 году он отказался от зачисления в Санкт-Петербургскую духовную академию и в течение года преподавал латинский язык в Солигаличском училище, зарабатывая деньги для поступления в университет.
В сентябре 1869 года он поступил на юридический факультет Санкт-Петербургского университета, и после окончания его в 1873 году со степенью кандидата прав был оставлен на кафедре церковного права для приготовления к профессорскому званию. В 1877 году защитил магистерскую диссертацию на тему: «О церковных наказаниях. Опыт исследования по церковному праву», а в 1884 году докторскую работу по монографии «Объём дисциплинарного суда и юрисдикция церкви в период вселенских соборов».
С июня 1877 года — и.д. экстраординарного профессора по кафедре церковного законоведения в Демидовском юридическом лицее, а с декабря 1884 года (после защиты диссертации) — ординарный профессор, исполняя при этом обязанности директора лицея. Кроме лекций по церковному праву он читал также курсы римского и гражданского права.
В январе 1899 года Н. С. Суворов перешёл в Московский университет на должность ординарного профессора кафедры церковного права. Кроме церковного права им преподавались также энциклопедия права и история философии права.
Умер в Москве от саркомы 6 (19) августа 1909 года.

## Научная деятельность
Основная сфера его научных интересов проблемы церковного, римского, древнерусского права и истории философии права.
Н. С. Суворов является одним из основоположников отечественной науки церковного права.
«Если Павлов, писал доктор церковного права Гидулянов, расчистив дорогу и исследовав источники, обтесав камни, приготовил материал, то Суворов велик тем, что он своим творческим гением создал из них прочный, неколебимый фундамент и наметил план для дальнейших работников, дав церковному праву научную конструкцию и систему». В этом отношении наиболее значимы разработанные им и изданные в ярославский период научно-педагогической деятельности два «Курса церковного права», в которых церковное право Н. С. Суворовым рассматривается как совокупность норм, устанавливаемых для определения и упорядочения церковных отношений. Он категорически не согласен с точкой зрения, исходя из которой церковные нормы приобретают юридический характер лишь в силу утверждения их государством и обеспечения государственным принуждением. Н. С. Суворов убедительно обосновывает действительность церковного правопорядка без принудительной поддержки со стороны государства.
Хотя церковное право относится к числу наук юридических, а не богословских, Н. С. Суворов, как и другие представители этой науки, не мог обойти вниманием важнейшие богословские проблемы.
«Наука церковного права есть наука юридическая, а не богословская, писал учёный. Но так как строй церковного организма, в основных его чертах, определяется догматическим вероисповедным учением, составляющим предмет богословия, то указание на догматическое учение церкви необходимо для понимания как целой системы устройства, так и отдельных институтов». Как видно из этого курса, многие религиозные акты, в том числе и таинства, рассматривались профессором одновременно с богословской и юридической точек зрения. Так, им разъясняется, что акт крещения с богословской точки зрения есть «благодатное возрождение человека очищением от его первородного греха. С точки зрения церковного права крещение есть путь, вводящий человека в церковь как юридический порядок и, следовательно, служащий условием приобретения церковной правоспособности».
Обращаясь к проблеме правового государства, корни которого Н. С. Суворов усматривал в естественном праве, учёный формирование правовой государственности непременно связывал с авторитетом церкви, с предоставлением ей возможности свободно влиять на души людей в плане их нравственного совершенствования. «Государство, как стоящее на служении естественному нравственному закону, писал он, не может не дорожить церковью, которая проповедует богооткровенный нравственный закон, действует на душу человека и стремится к его нравственному усовершенствованию, во исполнение божеской воли».
Н. С. Суворов последовательно проводил мысль о том, что государство, проявляя уважительное отношение ко всем церковным организациям, действующим на его территории, обязано окружать особой заботой главенствующую церковь, к которой принадлежит основная часть населения.
«Правовое государство находит прямо невозможным трактовать церковь как частный союз, и между самими религиозными обществами различает великие исторические церкви, внутренне сросшиеся с жизнью народа и имеющие громадную власть над умами своих членов, от других религиозных обществ».
В ряде трудов Н. С. Суворовым делаются глубокие «экскурсы» в область смежных юридических наук, в том числе в историю политических учений. Им дана емкая оценка схоластических учений Средневековья. Учёный рассматривает схоластику как науку, которая постоянно держала мысль в напряжении, дисциплинировала мышление, приучала его к порядку и систематичности. По его убеждению, в истории ещё не было примера, чтобы мысль человеческая работала бесплодно в течение нескольких столетий, а, напротив, всегда бывало так, что работа несовершенная делала возможной работу более совершенною.
Н. С. Суворов блестяще проявил себя и как историк русского права. В работе «Псковское церковное землевладение в XVII в.» на основе детального анализа бобыльских порядных учёный четко определил основные признаки бобыльства: бобыльский оброк, уплачиваемый в пользу землевладельца или крестьянской общины (подати государству бобыли не платили), бобыльское «зделье», то есть работы на того, с кем бобыль заключал договор (зделье могло состоять в привлечении бобыля к сенокошению, рубке леса, ремонту работ, городьбе изгородей и т. д.). Чем больше сумма оброка, тем меньше зделье и наоборот. Бобыль получал в своё распоряжение двор, огород и сенокос. Пашенный участок ему обычно не выделялся.
Как ученому, обладающему глубокими познаниями в области истории русского гражданского права, ему было поручено Академией наук составление отзыва на монографию А. А. Загоровского «О разводе по русскому праву», представленную на соискание Уваровской премии. Отмечая достоинства проведенного соискателем исследования, Н. С. Суворов с присущей ему основательностью указал на допущенные автором преувеличения относительно влияния византийского семейно-брачного законодательства на формирование соответствующих институтов права Древней Руси. Отзыв Н. С. Суворова был удостоен золотой медали Академии наук.
Крупным вкладом в изучение римского права является монография ученого «Об юридических лицах по римскому праву» (Ярославль, 1892). Не подлежит сомнению, что этот во многих отношениях образцовый труд послужил для студентов российских юридических школ ценным пособием в плане уяснения природы института юридического лица, именно на основе источников римского права, через призму воззрений римских юристов. Хотя в монографии значительное место отводится анализу новейших привнесений в понятие о юридических лицах, взгляд автора остается постоянно сосредоточенным на классических образцах, на непреходяще значимых аспектах понимания этого института корифеями римской юриспруденции.
Второе издание монографии вышло в Москве в 1900 году.
Многие научные подходы Н. С. Суворова к раскрытию понятия и сущности юридического лица в римском и новейшем европейском праве по сей день не утратили своей научной значимости, чему подтверждением служит и недавнее переиздание его труда кафедрой истории государства и права Московского университета в серии «Российское юридическое наследие».
Учёный неоднократно выступал с чтением публичных лекций о гражданском браке и русском расколе в ярославской Городской думе. Каждая из этих лекций проникнутый яркой публицистичностью солидный научный труд. Юрист, доктор канонического права решительно высказывался за государственное признание гражданского брака наряду с браком церковным. Их всесторонне со ссылками на апостолов, древних христианских писателей и отцов церкви аргументировалось положение о том, что таинство брака состоит не в церковном венчании, а в самом существе супружества.
С тех же прогрессивных позиций в двух прочитанных в Городской думе лекциях под общим названием «Происхождение и развитие русского раскола» Н. С. Суворов развивал мысль о необходимости уравнения раскольников с последователями других религиозных обществ в гражданских и политических правах с дарованием им свободы богослужения.
В превращении раскола в оппозиционную, антиправительственную силу оратор обвинил прежде всего российское правительство и в том числе церковное (Синод).
«Что касается церковного правительства, говорил он, то ему нельзя забывать, что происхождение раскола было не грехом только раскольников, а грехом общерусским и грехом общецерковным. Раскол не виноват в том, что само же церковное правительство, вместо того, чтобы действовать против ревнителей старой веры единственным целесообразным средством — евангельским учением и распространением просвещения, прибегло к анафеме и уголовным карам и тем самым довело раскольников до раздраженного фанатизма». Русский раскол, развивал далее мысль учёный, не содержал в себе ничего разрушительного для церковного порядка, подобно реформаторским учениям Лютера, Меланхтона и Кальвина. Он не был отрицанием догматов и символов веры. К области её догматов не относились ни крестное знамение, ни сугубая алилуйя. Публичные лекции Н. С. Суворова характеризуют его как общественного деятеля, горячо ратовавшего за освобождение России от остатков феодализма в сфере брачно-семейных и церковных отношений.
Н. С. Суворов обнаружил в Законе судном людем следы западнокатолического права.

## Основные труды
- О церковных наказаниях: Опыт исслед. по церк. праву Н. Суворова. — Санкт-Петербург: тип. и хромолит. А. Траншеля, 1876. — VIII, 338 с.
- Вступительная лекция по церковному праву. Ярославль 1877
- Римское папство до разделения церквей: Актовая речь / Н. С. Суворова // Временник Демидовского Юридического Лицея. — Ярославль, 1882. — Книга 29. — С. 1—33.
- Объем дисциплинарного суда и юрисдикция церкви в период вселенских соборов Ярославль, 1884
- О происхождении и развитии русского раскола: Две публ. лекции, чит. в зале Ярослав. гор. думы / [Соч.] Н. С. Суворова. — Ярославль: тип. Г. Фальк, 1886. — 65 с.
- О гражданском браке. Ярославль. 1887
- Следы западно-католического церковного права в памятниках древнего русского права / [Соч.] Н. С. Суворова. — Ярославль: типолитогр. Г. Фальк, 1888. — 234 с.
- Вера и дела / Н. С. Суворов. — Ярославль: Типо-литография Г. Фальк, 1888. — 64 с.
- Христианская благотворительность в языческой Римской империи Ярославль. 1889
- Учебник церковного права Ярославль 1889—1890
- Об юридических лицах по римскому праву / [Соч.] Н. Суворова, орд. проф. церк. права в Демид. юрид. лицее. — Ярославль: типо-лит. Г. Фальк, 1892. — 316 с.
- Курс церковного права. Том 1. Ярославль, 1898
- Курс церковного права. Том 2.
- Византийский папа. Москва, 1902

### Статьи
- Вступительная лекция по церковному праву // Временник Демидовского юридического лицея. XV. Ярославль, 1878.
- Девять глав о свободной церкви и о свободе совести. Перевод сочинения Фр. Маассена // Временник Демидовского юридического лицея. XXIX. Ярославль, 1882.
- Существо церкви по учению и истории Нового Завета с обращением особенного внимания на спорный вопрос между католичеством и протестантизмом. Перевод сочинения Кестлина // Временник Демидовского юридического лицея. XXVIII — XXIX. Ярославль, 1882.
- Объём дисциплинарного суда и юрисдикция церкви в период вселенских соборов // Временник Демидовского юридического лицея. XXIV—XXVI. Ярославль, 1884.
- Характеристика католицизма и протестантизма в их отношениях к государству // Юридический вестник. 1887. Том XXVI, Кн. 3. № 11.
- О гражданском браке // Временник Демидовского юридического лицея. XLIV. Ярославль, 1887.
- Заключение брака в Западной Европе в средние века // Юридический вестник. 1888. № 1—3.
- О безбрачии, как о следствии расторжении брака по причине прелюбодеяния // Юридический вестник. 1889. № 8. С. 478.
- О юридических лицах по римскому праву // Временник Демидовского юридического лицея. LVII — LIX. Ярославль, 1892.
- К вопросу о западном влиянии на древнерусское право // Временник Демидовского юридического лицея. LXII — LXV. Ярославль, 1893.
- Архиерейский дом и епархия как юридические лица // Журнал юридического общества. 1895. Кн. X. С. 41.
- Центральная организация церкви как юридические лица // Журнал юридического общества. 1895. Кн. 5. С. 27.
- Монастыри и церкви как юридические лица // Журнал юридического общества. 1896. Кн. 6. С. 60.